# O Lavadouro
La pintura històrica O Lavadouro (literalment: El Llavador), també anomenada A Lavagem do Café, és una pintura d'Antonio Ferrigno, un dels que millor han reproduït la cultura i les activitats relacionades amb la producció de café. La data de creació n'és el 1903. És una pintura històrica que es troba al Museu Paulista. Retrata la Hisenda Santa Gertrudes, on fou pintada, i la producció de café al Brasil. El llavador, representat en la imatge, és on els treballadors de la hisenda separaven els grans d'impureses, és a dir, pedres, grava i grums de terra, dels grans secs, verds (boais) i madurs (cireres).
Aquesta pintura forma part d'una sèrie realitzada per Ferrigno a partir d'un encàrrec del propietari de l'Hisenda Santa Gertrudes, Eduardo da Silva Prates, comte de Prates. La tela, junt amb altres cinc pintures sobre la mateixa hisenda de Ferrigno, titulades Les sis grans teles (La florida, La collita, El llavador, El pati, Ensacat del café i Café per a l'estació), participà amb l'aval del govern brasiler en l'Exposició Universal de Saint Louis, el mateix any de la creació de les pintures, en què va reeixir en l'objectiu de representar la vida al Brasil i reprengué per a l'exposició a Sâo Paulo, i hi aconseguí èxit de crítica i públic. L'èxit de la sèrie sobre la hisenda feu que Ferrigno fos conegut com el "pintor del café". L'obra, fou definida com una "veritable joia", que documenta un període de la història brasilera. Es considera un registre de l'economia cafetera de Sâo Paulo, i en destaca la mà d'obra assalariada. També va ser destacat el didactisme de la sèrie de Ferrigno.